# Massimo Oddo
Massimo Oddo (Città Sant’Angelo, 1976. június 14. –) világbajnok és Bajnokok Ligája-győztes labdarúgó.

## Pályafutása

### Klubcsapatban
A pályafutása első állomását jelentő Renato Curi nevű klubtól került az AC Milan ifi csapatába. Bár hét évig a Milan kötelékéhez tartozott, a ’nagyok’ mellett nem igazán jutott játéklehetőséghez, ezért kénytelen volt alsóbb osztályú csapatok kölcsönjátékosaként szerencsét próbálni. Így került sorra a harmad osztályban szereplő Fiorenzuola, Monza, Prato és Lecco nevű csapatokhoz, valamint a másodosztály Napolijához és ismét, az ekkora már felsőbb osztályba sorolt Monzához. 2000-ben, ezúttal már nem kölcsönben a Serie A-ban szereplő Hellas Verona vette meg, ahol két idény alatt 9-szer talált be a kapuba.
A Laziohoz 2002-ben igazolt. A klubnál lehetősége nyílt a Bajnokok Ligája (2003/04) és az UEFA-kupa (2002/03 és 2004/05) mérkőzéseken való részvételre, melynek eredményeképp 2003-ban a negyeddöntőig jutott a Lazio.
2004-ben olasz kupagyőztes lett a római klubbal. A 2006/07-es szezon első felére már ő volt a csapat kapitánya és első számú büntető rúgója.
Hosszas tárgyalások után, 2007 januárjában 7,75 millió euróért és a csatár, Pasquale Foggia teljes játékjogáért visszatérhetett a Milanhoz, ezúttal már a kezdőcsapatba. A Milan jobb hátvédjeként egy kivétellel végigjátszotta a 2006/07-es idény második felének összes Bajnokok Ligája mérkőzését és a május 23-ai, Liverpool ellen játszott döntő megnyerése után bajnok lett csapatával.
Annak ellenére, hogy a francia sajtó korábban tényként közölte: Oddo a Lyonba igazol, a védő 2008. augusztus 28-án egyéves kölcsönszerződést írt alá a német rekordbajnok FC Bayern München csapatával.
A 2008–2009-es szezon után – mivel a német klub nem élt opciós jogával – visszatért az AC Milanhoz.

### Lecce
Az 1976-os születésű játékos a tavalyi szezonban kiegészítő ember volt, s vélhetően a 2011/12-es szezonban sem lépett volna előre.
Oddo bár saját nevelésű játékos, 1995 óta folyamatosan kölcsönben játszott. 2000-ben már nem kölcsönbe került az akkor még Serie A-s Veronához. 2007 januárjában 7,75 millió euróért és a csatár, Foggia teljes játékjogáért, de világbajnokként(23 percet játszott a 2006-os világbajnok csapatban) tért vissza a Milanhoz, ezúttal már a kezdőcsapatba.  Carlo Ancelotti BL-győztes csapatának  jobb hátvédjeként egy kivétellel végigjátszotta a 2006/07-es idény második felének összes BL-mérkőzését és a  Liverpool ellen játszott döntőben a Milannal is csúcsra ért. A védő 2008 augusztusában egyéves kölcsönszerződést írt alá a német rekordbajnok Bayernhez, de a szezon végén – mivel a német klub nem élt opciós jogával – visszatért a Milanhoz.
A Milan színeiben pályafutása alatt 2 gólt szerzett.
Sajtóhírek szerint Oddo egyetlen fillérjébe sem került a Leccének (fizetését továbbra is a Milan állja!), sőt a világbajnok játékos a klub csapatkapitánya lesz.

### A válogatottban
2002 októberében debütált a válogatottban egy Szerbia elleni mérkőzés keretében.
A 2004-es Eb selejtezőin hétszer léphetett pályára, de a tornán mindössze 22 percet kapott a Bulgáriával vívott, győztes mérkőzésen.
Trappatoni távozása után, Lippi irányítása alatt mellőzött volt: összesen két vb-selejtezőn játszhatott és – bár tagja volt a válogatott keretnek, akik 2006-ban világbajnokok lettek – Németországban csak egy 23 perces szereplés jutott neki az ukránok ellen.
Első és eddig egyetlen válogatott gólját egy Ukrajna elleni Eb selejtezőn szerezte 2006. október 7-én.

## Magánélet
Feleségével, Claudiával 2003 májusa óta házasok. Két fiuk van, Davide (2003. november 30.) és Francesco (2008. december 27.).

## Tények
- Oddo és egykori csapattársai: Inzaghi, Gilardino, Gattuso, Pirlo és Nesta egy éven belül lettek világbajnokok és BL-győztesek a válogatottal és a Milannal.
- 2007 eleje óta ismét egyetemre jár, ahol, ha minden jól megy két év múlva végez.
- A Bayern München csapatában két olasz világbajnok is játszik, Oddo és Luca Toni személyében.

## Külső hivatkozások
- Massimo Oddo hivatalos weboldala
- Profil a Bayern München hivatalos honlapján (németül)
- profil a Yahoo!UK-n
- profil a UEFA.com-on